# MKB-10 Poglavje VIII: Bolezni ušesa in mastoida
| Mednarodna klasifikacija bolezni in sorodnih zdravstvenih problemov 10. popravljena izdaja | Mednarodna klasifikacija bolezni in sorodnih zdravstvenih problemov 10. popravljena izdaja | Mednarodna klasifikacija bolezni in sorodnih zdravstvenih problemov 10. popravljena izdaja     |
| Poglavje                                                                                   | Kategorije                                                                                 | Naslov                                                                                         |
| ------------------------------------------------------------------------------------------ | ------------------------------------------------------------------------------------------ | ---------------------------------------------------------------------------------------------- |
| I                                                                                          | A00-B99                                                                                    | Nekatere infekcijske in parazitske bolezni                                                     |
| II                                                                                         | C00-D48                                                                                    | Neoplazme                                                                                      |
| III                                                                                        | D50-D89                                                                                    | Bolezni krvi in krvotvornih organov in nekatere bolezni, pri katerih je udeležen imunski odziv |
| IV                                                                                         | E00-E90                                                                                    | Endokrine, prehranske in presnovne bolezni                                                     |
| V                                                                                          | F00-F99                                                                                    | Duševne in vedenjske motnje                                                                    |
| VI                                                                                         | G00-G99                                                                                    | Bolezni živčevja                                                                               |
| VII                                                                                        | H00-H59                                                                                    | Bolezni očesa in adneksov                                                                      |
| VIII                                                                                       | H60-H95                                                                                    | Bolezni ušesa in mastoida                                                                      |
| IX                                                                                         | I00-I99                                                                                    | Bolezni obtočil                                                                                |
| X                                                                                          | J00-J99                                                                                    | Bolezni dihal                                                                                  |
| XI                                                                                         | K00-K93                                                                                    | Bolezni prebavil                                                                               |
| XII                                                                                        | L00-L99                                                                                    | Bolezni kože in podkožja                                                                       |
| XIII                                                                                       | M00-M99                                                                                    | Bolezni mišično-skeletnega sistema in vezivnega tkiva                                          |
| XIV                                                                                        | N00-N99                                                                                    | Bolezni sečil in spolovil                                                                      |
| XV                                                                                         | O00-O99                                                                                    | Nosečnost, porod in poporodno obdobje                                                          |
| XVI                                                                                        | P00-P96                                                                                    | Nekatera stanja, ki izvirajo v obporodnem obdobju                                              |
| XVII                                                                                       | Q00-Q99                                                                                    | Prirojene malformacije, deformacije in kromosomske nenormalnosti                               |
| XVIII                                                                                      | R00-R99                                                                                    | Simptomi, znaki in nenormalni klinični in laboratorijski izvidi, ki niso uvrščeni drugje       |
| XIX                                                                                        | S00-T98                                                                                    | Poškodbe, zastrupitve in nekatere druge posledice zunanjih vzrokov                             |
| XX                                                                                         | V01-Y98                                                                                    | Zunanji vzroki obolevnosti in umrljivosti                                                      |
| XXI                                                                                        | Z00-Z99                                                                                    | Dejavniki, ki vplivajo na zdravstveno stanje in na stik z zdravstveno službo                   |
| XXII                                                                                       | U00-U99                                                                                    | Kode za posebno uporabo                                                                        |

Mednarodno klasifikacijo bolezni in sorodnih zdravstvenih problemov 10-ta revizija (MKB-10) objavlja Svetovna zdravstvena organizacija (WHO)..  Ta stran vsebuje MKB-10 Poglavje VIII: Bolezni ušesa in mastoida.

## H60-H99 - Bolezni ušesa in mastoida

### (H60-H62) Bolezni zunanjega ušesa
- (H60) Vnetje zunanjega ušesa (Otitis externa)
  - (H60.0) Absces zunanjega ušesa
    - Tvor uhlja ali zunanjega sluhovoda
    - Karbunkel uhlja ali zunanjega sluhovoda
    - Furunkel uhlja ali zunanjega sluhovoda

  - (H60.1) Celulitis (difuzno vnetje) zunanjega sluhovoda
  - (H60.2) Maligno vnetje zunanjega ušesa
  - (H60.3) Druge vrste infektivno vnetje zunanjega ušesa
    - Uho plavalca

  - (H60.4) Holesteatom zunanjega ušesa
  - (H60.5) Akutno neinfektivno vnetje zunanjega ušesa
  - (H60.8) Druge vrste vnetje zunanjega ušesa
  - (H60.9) Vnetje zunanjega ušesa, neopredeljeno

- (H61) Druge bolezni zunanjega ušesa
  - (H61.0) Perihondritis (vnetje uheljne pohrustančnice)
  - (H61.1) Neinfektivne nepravilnosti uhlja
  - (H61.2) Ceruminalni zamašek
    - Ušesno maslo

  - (H61.3) Pridobljena zožitev zunanjega ušesa
    - Kolaps zunanjega ušesa

  - (H61.8) Druge značilne bolezni zunanjega ušesa
    - Eksostoza zunanjega ušesa

  - (H61.9) Bolezni zunanjega ušesa, neznačilne, BDO

- (H62) Bolezni zunanjega ušesa pri boleznih, uvrščenih drugje
  - (H62.0) Vnetje zunanjega ušesa pri bakterijskih boleznih, uvrščenih drugje
  - (H62.1) Vnetje zunanjega ušesa pri virusnih boleznih, uvrščenih drugje
  - (H62.2) Vnetje zunanjega ušesa pri glivičnih boleznih, uvrščenih drugje
  - (H62.3) Vnetje zunanjega ušesa pri infekcijskih in parazitskih boleznih, uvrščenih drugje
  - (H62.4) Vnetje zunanjega ušesa pri boleznih, uvrščenih drugje
  - (H62.8) Druge bolezni zunajega ušesa pri boleznih, uvrščenih drugje

### (H65-H75) Bolezni srednjega ušesa in mastoida
- (H65) Negnojno vnetje srednjega ušesa
  - (H65.0) Akutno serozno vnetje srednjega ušesa
  - (H65.1) Druge vrste akutno negnojno vnetje srednjega ušesa
  - (H65.2) Kronično serozno izlivno vnetje srednjega ušesa
  - (H65.3) Kronično mukoidno izlivno vnetje srednjega ušesa
  - (H65.4) Druge vrste kronično negnojno vnetje srednjega ušesa
  - (H65) Negnojno vnetje srednjega ušesa, neopredeljeno

- - (H66) Gnojno in neopredeljeno vnetje srednjega ušesa
  - (H66.0) Akutno vnetje srednjega ušesa
  - (H66.1) Kronično tubotipanalno gnojno vnetje srednjega ušesa
    - Kronična tubotimpanalna bolezen

  - (H66.2) Kronično atikoantralno gnojno vnetje srednjega ušesa
    - Kronična atikoantralna bolezen

  - (H66.3) Druge vrste kronično gnojno vnetje srednjega ušesa
  - (H66.4) Gnojno vnetje srednjega ušesa
  - (H66.9) Vnetje srednjega ušesa, neopredeljeno

- (H67) Vnetje srednjega ušesa pri boleznih, uvrščenih drugje

- (H68) Vnetje in zapora Evstahijeve cevi
  - (H68.0) Vnetje Evstahijeve cevi
  - (H68.1) Zapora Evstahijeve cevi
    - Kompresija Evstahijeve cevi
    - Stenoza Evstahijeve cevi
    - Strktura Evstahijeve cevi

- (H69) Druge bolezni Evstahijeve cevi
  - (H69.0) Stalno odprta Evstahijeva cev
  - (H69.8) Druge opredeljene bolezni Evstahijeve cevi
  - (H69.9) Bolezni Evstahijeve cevi, neopredeljene

- (H70) Vnetje mastoida in sorodna stanja
  - (H70.0) Akutno vnetje mastoida
    - Absces mastoida
    - Empiem mastoida

  - (H70.1) Kronično vnetje mastoida
    - Karies mastoida
    - Fistula mastoida

  - (H70.2) Petrositis
    - Vnetje petrozne kosti (akutno)(kronično)

  - (H70.8) Druga vnetja mastoida in sorodna stanja
  - (H70.9) Vnetje mastoida, neopredeljeno

- (H71) Holesteatom srednjega ušesa
- (H72) Perforacija bobniča

- (H73) Druge bolezni bobniča
  - (H73.0) Akutno vnetje bobniča
    - Akutni timpanitis
    - Bulozno vnetje bobniča (bulozni miringitis)

  - (H73.1) Kronično vnetje bobniča
    - Kronični timpanitis

  - (H73.8) Druge opredeljene bolezni bobniča
  - (H73.9) Bolezen bobniča, neopredeljena

- (H74) Druge bolezni srednjega ušesa in mastoida
  - (H74.0) Timpanoskleroza
  - (H74.1) Adhezivna bolezen srednjega ušesa
    - Adhezivni otitis

  - (H74.2) Prekinitev in izpah koščic srednjega ušesa
  - (H74.3) Druge pridobljene nepravilnosti slušnih koščic
    - Ankiloza ušesnih koščic
    - Delna izguba ušesnih koščic

  - (H74.4) Polip srednjega ušesa
  - (H74.8) Druge opredeljene spremembe srednjega ušesa
  - (H74.9) Sprememba srednjega ušesa in mastoida, neopredeljena

- (H75) Druge bolezni srednjega ušesa in mastoida pri boleznih, uvrščenih drugje
  - (H75.0) Vnetje mastoida pri infekcijskih in parazitskih boleznih, uvrščenih drugje
  - (H75.8) Druge opredeljene spremembe srednjega ušesa in mastoida pri boleznih, uvrščenih drugje

### (H80-H83) Bolezni notranjega ušesa
- (H80) Otoskleroza

- (H81) Motnje vestibularne funkcije
  - (H81.0) Ménièrova bolezen
    - Hidrops labirinta
    - Ménièrov sindrom

  - (H81.1) Benigna paroksizimalna vrtoglavica
  - (H81.2) Vestibularni nevronitis
  - (H81.3) Druge vrste periferna vrtoglavica
    - Lermoyezev sindrom
    - Ušesna vrtoglavica
    - Otogena vrtoglavica
    - Periferna vrtoglavica BDO

  - (H81.4) Vrtoglavica centralnega izvora
    - Centralni položajni nistagmus

  - (H81.8) Druge motnje vestibularne funkcije
  - (H81.9) Motnja vestibularne funkcije, neopredeljena
    - Vertiginozni sindrom BDO

- (H82) Vertiginozni sindromi pri boleznih, uvrščenih drugje

- (H83) Druge bolezni notranjega ušesa
  - (H83.0) Vnetje labirinta
  - (H83.1) Fistula labirinta
  - (H83.2) Motnje v delovanju labirinta
  - (H83.3) Vpliv hrupa na notranje uho
    - Akustična travma
    - Okvara sluha zaradi hrupa

### (H90-H95) Druge okvare ušesa
- (H90) Prevodna in zaznavna izguba sluha
  - (H90.0) Prevodna naglušnost, obojestranska
  - (H90.1) Prevodna naglušnost, enostranska z nespremenjenim sluhom na nasprotni strani
  - (H90.2) Prevodna naglušnost, neopredeljena
  - (H90.3) Zaznavna naglušnost, obojestranska
  - (H90.4) Zaznavna naglušnost, enostranska z nespremenjenim sluhom na nasprotni strani
  - (H90.5) Zaznavna naglušnost, neopredeljena
    - Prirojena gluhost BDO

  - (H90.6) Kombinirana prevodna in zaznavna naglušnost, obojestranska
  - (H90.7) Kombinirana prevodna in zaznavna naglušnost, enostranska z nespremenjenim sluhom na nasprotni strani
  - (H90.8) Kombinirana prevodna in zaznavna naglušnost, neopredeljena

- (H91) Druge okvare sluha
  - (H91.0) Ototoksična okvara sluha zaradi ototoksinov
  - (H91.1) Starostna naglušnost
    - Presbycusis

  - (H91.2) Nenadna idiopatska okvara sluha
  - (H91.3) Gluhonemost, ki ni uvrščena drugje
  - (H91.8) Druge opredeljene okvare sluha
  - (H91.9) Okvara sluha, neopredeljena
    - Gluhost BDO
    - Gluhost v visokih frekvencah
    - Glugost v nizkih frekvencah

- (H92) Bolečina v ušesu in izliv
  - (H92.0) Bolečina v ušesu
  - (H92.1) Iztok iz ušesa
  - (H92.2) Krvavitev iz sluhovoda

- (H93)  Druge okvare ušesa, ki niso uvrščene drugje
  - (H93.0) Degenerativne in vaskularne okvare ušesa
  - (H93.1) Šumenje v ušesu (tinnitus)
  - (H93.2) Druga nenormalna slušna zaznavanja
    - Rekrutiranje
    - Diplacusis
    - Hyperacusis
    - Začasen dvig slušnega praga

  - (H93.3) Okvare slušnega živca
  - (H93.8) Druge opredeljena okvare ušesa
  - (H93.9) Okvara ušesa, neopredeljena

- (H94) Druge okvare ušesa pri boleznih, uvrščenih drugje

- (H95) Postoperativne okvare ušesa in mastoida, ki niso uvrščene drugje
  - (H95.0) Ponavljajoči se holesteatom v votlini po mastoidektomiji
  - (H95.1) Druge okvare po mastoidektomiji
  - (H95.8) Druge postoperativne okvare ušesa in mastoida
  - (H95.9) Postoperativna okvara ušesa in mastoida, neopredeljena